# Vesna Radosavljević
Vesna Radosavljevic cyr. Весна Радосављевић, (ur. w październiku 1945 w Belgradzie, zm. w czerwcu 2015 tamże) – serbska malarka i kostiumograf.

## Życiorys
Była córką Dragutina Radosavljevicia i Olgi. Ukończyła studia w Akademii Sztuk Pięknych w Belgradzie. Po studiach tworzyła obrazy i kostiumy teatralne. Od 1969 była członkinią Stowarzyszenia Artystów i Projektantów Serbii (ULUPUDS). Zmarła w Belgradzie w czerwcu 2015.

## Twórczość
Swoje prace malarskie (głównie akwarele) zaprezentowała publicznie w 1969 w Zagrzebiu, a rok później w Belgradzie i w Puli.